# Urasz (bogini)
Urasz – mezopotamska bogini, zgodnie z niektórymi przekazami uważana za małżonkę boga niebios Anu; matka Ninisiny i Nisaby.